# تيمو ماير
تيمو ماير هو لاعب هوكي الجليد سويسري، ولد في 8 أكتوبر 1996 في هيراسايو في سويسرا.

## وصلات خارجية
- تيمو ماير على موقع دوري الهوكي الوطني (الإنجليزية)
- تيمو ماير على موقع EliteProspects.com (الإنجليزية)
- تيمو ماير على موقع HockeyDB.com (الإنجليزية)
- تيمو ماير على موقع Hockey-Reference.com (الإنجليزية)